# ISO 3166-2:MM
ISO 3166-2:MM은 ISO 3166-2의 미얀마 항목이다. 국제 표준화 기구(ISO)가 발간한 ISO 3166 표준화의 부분으로, ISO 3166-1의 모든 나라가 적힌 주요 구획의 이름 코드를 정의한다.
현재 미얀마의 ISO 3166-2 코드는 7개의 지방와 7개의 주로 정의된다.
각각의 코드는 붙임표(-)를 기준으로 두 부분으로 구성된다. 첫 번째 부분인 MM은 미얀마의 ISO 3166-1 alpha-2 코드이며, 두 번째 부분은 두자리 숫자이다.:
- 01–07: 지방
- 11–17: 주

## 현재 코드
구획 이름은 ISO 3166/MA가 공표한 ISO 3166-2 표준으로 지정되어 있다.
| 코드  | 구획 이름 | 구획 분류 |
| ----- | --------- | --------- |
| MM-07 | 에야와디  | 지방      |
| MM-02 | 바고      | 지방      |
| MM-03 | 마그웨    | 지방      |
| MM-04 | 만달레이  | 지방      |
| MM-01 | 사가잉    | 지방      |
| MM-05 | 타닌타리  | 지방      |
| MM-06 | 양곤      | 지방      |
| MM-14 | 친        | 주        |
| MM-11 | 카친      | 주        |
| MM-12 | 카야      | 주        |
| MM-13 | 카인      | 주        |
| MM-15 | 몬        | 주        |
| MM-16 | 라카인    | 주        |
| MM-17 | 샨        | 주        |

## 같이 보기
- 미얀마의 행정 구역